# Börje Axelsson
Börje Axelsson, född 9 april 1950 är en före detta fotbollsspelare mest känd som spelare och lagkapten i Kalmar FF i allsvenskan, åren 1976-1980. Den 14 augusti 2014 valdes Axelsson in som 20e person i Kalmar FF:s Wall of Fame.

## Spelstil
Börje var en resolut försvarare, bra på huvudspel och kroppstacklingar. Han var även känd för sina ovanligt långa inkast.

## Meriter

### I klubblag
Kalmar FF
- Lilla silvret i Fotbollsallsvenskan 1977